# バート・クレイマー
バート・クレイマー（Bert Kramer, 1934年10月10日 - 2001年6月20日）は、アメリカ合衆国の俳優、声優。

## 人物
カリフォルニア州サンディエゴ出身。カリフォルニア大学ロサンゼルス校で歴史の学位を取得。株式仲買人として働いた後、俳優となる。
2001年6月20日に南カリフォルニア大学ノリスがんセンターで死去。死因は悪性黒色腫の合併症。

## 出演作品

### テレビドラマ
- スパイ大作戦 Mission: Impossible (1969 - 1970)
- FBIアメリカ連邦警察 The F.B.I.  (1966 - 1971)
- 刑事コジャック Kojak (1974)
- 600万ドルの男 The Six Million Dollar Man (1975)
- Sara(1976) - エメット
- Fitzpatricks(1977 - 1978) - マイク
- 大草原の小さな家 Little House on the Prairie (1979) - ティモシー・ハリソン
- ダラス Dallas (1984) - ピーターの弁護士
- フルハウス Full House (1989) - カイナー
- パワーレンジャー・ライトスピード・レスキュー Power Rangers Lightspeed Rescue (2000) - マクナイト将軍

### 映画
- 年上の女 Moment by Moment(1978)
- サンダーアレイ/雷通りのギター・キッズ・グラフィティ Thunder Alley(1985) - リッチーの父親
- トール・テイル/パラダイス・ヴァレーの奇跡 Tall Tale(1995) - ブロンソン
- ボルケーノ Volcano(1997)
- スペース・ウォーズ 宇宙大戦争 Starforce

### アニメ
- 戦え!超ロボット生命体トランスフォーマー2010 The Transformers(1986) - コンピューティコン
- Rover Dangerfield(1991) - マックス
- NEMO/ニモ Little Nemo: Adventures in Slumberland(1992) - ゴブリン将軍